# Gustaaf De Bruyne
Pour les articles homonymes, voir Bruyn et De Bruyne.
Pour l’article ayant un titre homophone, voir Gustave De Bruyn.
Gustaaf De Bruyne dit Cris ou Staf De Bruyne, né le 12 janvier 1914 à Malines (province d'Anvers) et mort le 13 août 1981 à Poederlee, est un peintre, illustrateur et dessinateur de bande dessinée belge néerlandophone.

## Biographie

### Jeunesse et formation
Gustaaf Christian De Bruyne naît le 12 janvier 1914 à Malines,.
Il apprend la sculpture sur bois dans un atelier d'ébénisterie de sa ville natale,. 
Il suit également des cours à l'académie dans la même ville,. À partir de 1932, il poursuit ses études à l'Institut supérieur des beaux-arts d'Anvers (NHISKA), où Gustave van de Woestijne est son professeur ainsi que le graveur Jules De Bruycker,.

### En peinture
En 1945, De Bruyne s'installe à Anvers, mais il possède également un atelier à Poederlee en Campine. L'année suivante, il est nommé professeur à l'académie d'Anvers où il restera jusqu'à sa retraite en 1977. De Bruyne était un professeur populaire de peinture et de graphisme, qui a eu une grande influence sur de nombreux étudiants dont Tonet Timmermans. Il était membre du cercle artistique 't Getij,.
En peinture, c'est un peintre de paysages, de nus, de scènes symbolistes, parfois de tendance surréaliste. 
Au départ, De Bruyne travaille de manière réaliste,. Plus tard, sous l'influence de son maître, il a peint des sujets allégoriques. Pendant la Seconde Guerre mondiale, De Bruyne peint des œuvres symbolistes et pessimistes qui, à partir de 1945, prennent une tournure surréaliste,. Il réalise des paysages bruegeliens avec bon nombre de petits personnages. Le nu féminin fait également partie de ses sujets préférés.  
Son œuvre ultérieure combine le raffinement de Gustave van de Woestijne avec les formes cérébrales et sculpturales d'Anto Carte. Il existe également des similitudes entre son œuvre et celle de George Minne et Jules De Bruycker. Il porte une grande attention est portée au détail.
L'écrivaine Nicole Verschoore écrit : « Ces artistes penchaient vers la finesse miniaturiste des grands primitifs flamands et en avaient adopté l'atmosphère qu'ils transposaient dans un modernisme intemporel du XXe siècle [sic]facture. »

### Illustrateur
Entre 1943 et 1947, De Bruyne réalise des illustrations de livres pour des éditeurs tels Desclée à Bruges, Excelsior à Anvers, Kinhoren à Bruxelles, Davidsfonds à Louvain et Lannoo à Tielt. Entre 1946 et 1956, il illustre de nombreux feuilletons dans le magazine Kleine Zondagsvriend (KZV), dont les premières histoires Rode Ridder » [« Le Chevalier rouge »] de Leopold Vermeiren. Il s'ensuivra une collection de livres réalisée graphiquement par Karel Verschuere. En 1959, Verschuere et Willy Vandersteen lancent une série de bandes dessinées populaires avec le personnage médiéval, qui existe encore aujourd'hui. Cris dessine également la série de bande dessinée historique De Sterke Arm (1946-1947) et le one shot De Opwindende Avonturen van Carlo Guzzi (1951) dans KZV pour lesquels il utilise le pseudonyme Cris formé à partir de son deuxième prénom.
Il meurt le 13 août 1981 à Poederlee, à l'âge de 67 ans. Il est inhumé au cimetière Schoonselhof depuis 1983.
Ses archives sont conservées à la Maison des lettres à Anvers.
En octobre 2001, sa veuve Lucy van Dongen (1912 - 2003) offre 60 œuvres graphiques au Musée Jakob Smits à Mol et donne lieu à une exposition rétrospective. Par ailleurs, l'artiste est dans les collections publiques du Musées royaux des Beaux-Arts de Belgique (Bruxelles) ; Musée royal des Beaux-Arts d'Anvers ; Musée Palais de Busleyden (nl) à Malines ainsi qu'à Milan et Lisbonne.

## Œuvres

### Catalogues d'exposition
- Het grafisch werk van G.C. De Bruyne, Saint-Nicolas, 1983.

### Collections publiques
- Musée royal des Beaux-Arts d'Anvers[6] ;
- Musées royaux des Beaux-Arts de Belgique (Bruxelles)[6].
- Musée Palais de Busleyden (nl), Malines[6].
- Musée Jakob Smits (Mol)[9].